# Xavier Eritja i Ciuró
Francesc Xavier Eritja i Ciuró, né le 26 mars 1970, est un homme politique espagnol membre de la Gauche républicaine de Catalogne (ERC).
Il est élu député de la circonscription de Lleida lors des élections générales de décembre 2015.

## Biographie

### Profession
Xavier Eritja i Ciuró possède une licence en histoire délivrée par l'université de Barcelone, un titre de maitrise en histoire médiévale à l'université de Toulouse.

### Activités politiques
Il est activiste politique et est un fervent défenseur de l'indépendance de la Catalogne.
Le 20 décembre 2015, il est élu député pour Lleida au Congrès des députés et réélu en 2016.